# ニック・ドレイク
ニック・ドレイク（Nick Drake、1948年6月19日 - 1974年11月25日）は、ビルマ（現ミャンマー）生まれのイギリス人シンガーソングライター。フォークの分野で活動。生前は商業的成功に恵まれず、3枚のアルバムを残して他界するが、死後に評価が高まった。

## 生涯

### 幼少期
ニコラス・ロドニー・ドレイクは1948年6月19日にビルマ（現在のミャンマー）で生まれた。ビルマがイギリス帝国から独立した5か月後のことだった。ドレイクの父、ロドニー・シャトルワース・ドレイク（1908年 - 1988年）は、1930年代初めにボンベイ・ビルマ商業会社のエンジニアとしてラングーンに移住した。1934年、ロドニー・ドレイクはインド高等文官の娘であるモリー・ロイド（1915年 - 1993年）と出会い、1936年に結婚を申し込んだが、モリーの家族が彼女が21歳になるまで結婚を許可しなかったため、2人は1年待たなければならなかった。1951年、ドレイク一家はイギリスのウォリックシャーに戻り、タンワース・イン・アーデンにある家に住んだ。ロドニー・ドレイクは1952年からウォルズリー・エンジニアリングの会長兼マネージング・ディレクターとして働いた。姉には、後に女優として成功するガブリエル・ドレイクがいる。

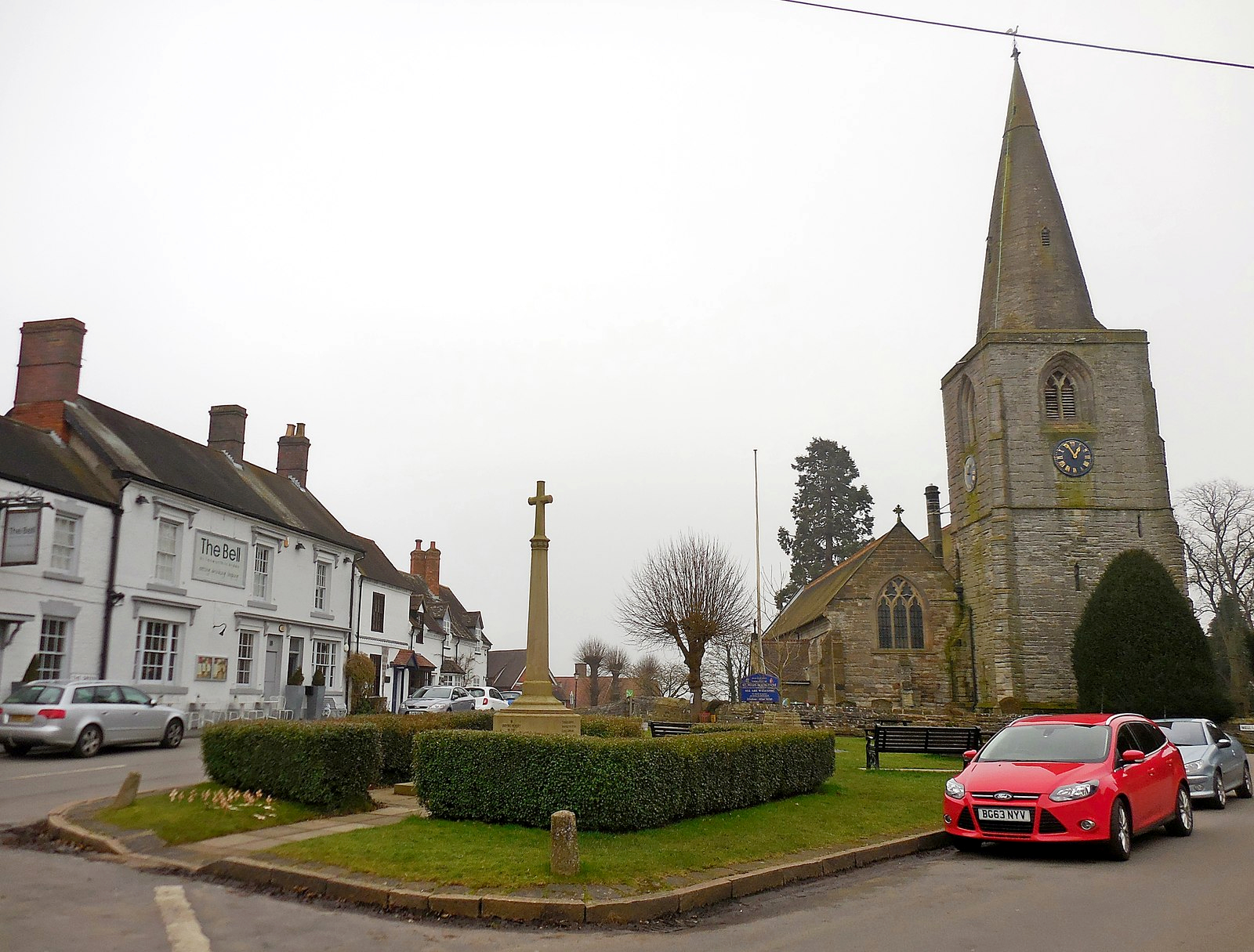
ドレイクが育ったタンワース・イン・アーデン

ドレイクの両親はどちらも音楽を作曲しており、モリーの死後に明らかになった曲は、息子の後の作品とトーンや展望が類似していた。二人は共通して繊細な歌声を持ち、ガブリエルと伝記作家であるトレヴァー・ダンは、二人の音楽における陰鬱さなどに類似点を指摘している。母親に励まされて、ドレイクは早い段階でピアノを習い始め、母が家の応接間に置いていたオープンリール式テープレコーダーで自作の曲を録音していた。1957年、ドレイクはバークシャー州サンドハースト近くの全寮制の予備校イーグル・ハウス・スクールに送られた。5年後、彼はウィルトシャー州のマールボロ・カレッジに進学した。この学校は、父親と祖父も通っていた学校だった。ドレイクはスポーツに興味を持ち、100ヤードおよび200ヤードのスプリンターとして腕を磨き、1966年には学校のオープン・チーム代表になった。また、ラグビーをC1ハウスチームでプレイし、最後の2学期ではハウスキャプテンに任命された。学校の友人たちはドレイクを自信に満ちており、しばしば距離を置く人物で、「静かな権威」があったと回想している。父親は、「校長の報告書には、誰もニックのことをよく知らないようだと書かれていた。ニックに関して、ずっと周りの人々が彼をあまり理解していなかったんだ。」と回想している。
ドレイクはピアノを弾き、クラリネットとサクソフォーンを学んだ。1964年か1965年に、4人の同級生とともに「ザ・パフュームド・ガーデナーズ」というバンドを結成した。ドレイクはピアノを担当し、ときどきアルト・サックスやボーカルも務めた。バンドはPye InternationalのR&Bカバーやジャズ・スタンダード、さらにヤードバーズやマンフレッド・マンの楽曲を演奏していた。クリス・デ・バーが加入を希望したが、「ポップすぎる」という理由で断られている。学業への関心は次第に薄れ、イーグル・ハウスでは一年早く進級したものの、マールボロでは勉強をおろそかにして音楽に没頭するようになった。1963年、GCE Oレベルを7科目で取得したが、教師たちが予想していたほどの成績ではなく「物理・化学」で不合格となった。1965年、ドレイクは最初のアコースティック・ギターとしてレヴィン製のギターを13ポンド（2023年の価値で318ポンド相当）で購入し、すぐにオープン・チューニングやフィンガー・ピッキングの技法を試し始めた。

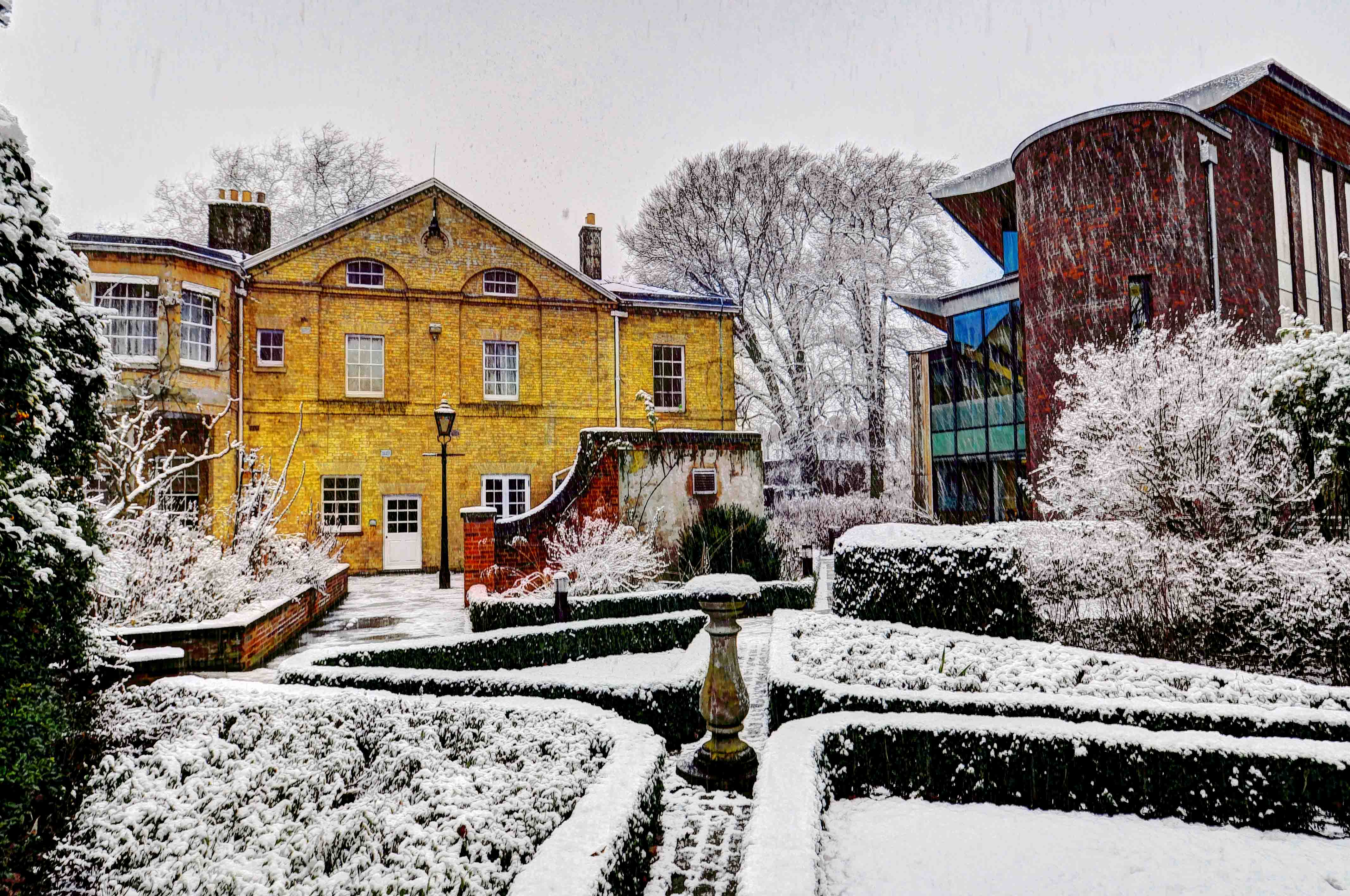
ドレイクが英文学を学んだケンブリッジ大学のフィッツウィリアム・カレッジ

1966年、ドレイクはバーミンガムのファイブ・ウェイズにあるチュートリアル・カレッジに入学し、ケンブリッジ大学のフィッツウィリアム・カレッジで学ぶための奨学金を獲得した。ケンブリッジの入学許可は1967年9月に出されたため、10ヶ月の猶予があった。そのため1967年2月からフランスのエクス＝マルセイユ大学で6ヶ月を過ごすことにした。この頃から大麻を吸い始め、友人たちとモロッコへ旅行した。同行者のリチャード・チャーキンによれば、「最高のポット（大麻）が手に入る場所だった」という。また、エクス＝マルセイユ大学滞在中にLSDを使用し始めたという逸話もあるが、これについては議論が分かれている。
ドレイクは1967年にイギリスに戻り、ロンドンのハムステッドにある姉のアパートに引っ越した。同年10月、ケンブリッジ大学に入学し、英文学を学び始めた。指導教員たちは、彼の頭の良さを認めつつも、熱意に欠け、積極的に学ぼうとしない姿勢を指摘した。伝記作家のトレヴァー・ダンによれば、ドレイクは教員や学生たちとうまく打ち解けることができず、この時期の入学式の写真には不機嫌そうな若者の姿が写っているという。また同氏は、ドレイクはスタッフや学生仲間と打ち解けるのが苦手で、この頃の入学式の写真には不機嫌なドレイクの姿が写っていると記している。ケンブリッジではラグビーやクリケットが盛んだったが、ドレイクはスポーツへの関心を失い、大学の部屋にこもって大麻を吸いながら音楽を弾いていた。学生仲間のブライアン・ウェルズは、「あいつらはラグビーに夢中な連中で、俺たちはクールに大麻を吸ってたんだよ」と語っている。

### 音楽活動のスタート
1968年1月、ドレイクは音楽学生のロバート・カービーと出会う。カービーは後に、ドレイクの最初の2枚のアルバムで弦楽器と木管楽器の編曲を手がけることとなる。この頃、ドレイクはイギリスとアメリカのフォーク音楽シーンに触れ、ボブ・ディラン、ドノヴァン、ヴァン・モリソン、ジョシュ・ホワイト、フィル・オクスといった歌手に影響を受けた。後にランディ・ニューマンやビーチ・ボーイズにも影響を受けたと語っている。彼はロンドンの地元のクラブやカフェで演奏を始め、1967年12月にはカムデン・タウンの施設、ラウンドハウスで行われた5日間のイベントで演奏し、フェアポート・コンヴェンションのベーシストであるアシュリー・ハッチングスに大きな印象を与えた。ハッチングスはドレイクのギターの技術に感銘を受けたが、それ以上に彼の印象に魅了されたと言う。後にハッチングスは、「彼はスターのように見えた。素晴らしく、身長が7フィート（約2.13メートル）あるように見えた」と語っている。

ハッチングスは、アメリカ人プロデューサーであるジョー・ボイドをドレイクに紹介した。ボイドは、当時アイランド・レコードと契約していたプロダクションおよびマネジメント会社ウィッチシーズン・プロダクションのオーナーであった。また、フェアポート・コンヴェンションを発掘し、ジョン・マーティンやザ・インクレディブル・ストリング・バンドを主流のオーディエンスに紹介したことで、イギリスのフォークシーンで尊敬されていた人物であった。ボイドとドレイクはすぐに親しくなり、ボイドはドレイクのキャリアを通じて助言者のような存在となった。1968年初めにドレイクが大学の部屋で4トラックに録音したデモ音源を聴いて感銘を受けたボイドは、ドレイクにマネジメント・出版・制作の契約を提案した。ボイドは、ドレイクがオープンリール式テープレコーダーで宅録していた音源を聴いたときのことをこう回想している：
最初の曲を再生する途中で、これは特別だと感じた。それで彼に電話して、戻ってきてもらい、話をして、ただ「レコードを作りたい」と言ったんだ。彼はうろたえながら『ああ、まあ、うん、わかった』と言った。ニックは寡黙な男だった。
ドレイクの友人ポール・ウィーラーによると、ドレイクはこの時すでにケンブリッジ大学の3年次を修了しないと決めており、その契約に興奮していたという。

### ファイヴ・リーヴス・レフト (1969)
ドレイクは、1969年の下旬にデビューアルバムである『ファイブ・リーヴス・レフト』を発表。プロデューサーはジョー・ボイドが務めた。収録の際は、ロンドンのスタジオでの録音に向かうため、講義を欠席せざるを得なかった。ボイドは、レナード・コーエンのアルバム『レナード・コーエンの唄』でのジョン・サイモンのプロダクションに影響を受け、ドレイクの声を同じように親密で近い距離感で録音したいと考えた。そのため「ポップ風の派手なリバーブは使わない」ことを意識した。また、サイモンのようなストリングスアレンジを取り入れつつ、「過剰にならず…安っぽくならない」ことを目指した。伴奏には、自身の人脈（ロンドンのフォークロック関係者等）を活かし、フェアポート・コンヴェンションのギタリスト、リチャード・トンプソンと、ペンタングルのベーシスト、ダニー・トンプソンを招いた。
セッションは不規則で急ぎ足になり、最初のレコーディングはうまくいかなかった。フェアポート・コンヴェンションのアルバム『アンハーフブリッキング』の制作に割り当てられたスタジオの空き時間を利用して行われたためだった。アルバムの方向性をめぐって、ボイドはジョージ・マーティンのようにスタジオを楽器として使おうと考えていたが、ドレイクはよりオーガニックなサウンドを望んでいた。トレヴァー・ダンは、ブートレグ録音からドレイクが「張り詰めていて不安そう」に聞こえると指摘し、ボイドの試みた複数の楽器編成が失敗に終わったことを指摘している。
ドレイクとボイドも、編曲者リチャード・アンソニー・ヒューソンの編曲について、楽曲が主流寄りになっていると不満を漏らしていた。 そこでドレイクは、大学時代の友人であるロバート・カービーを代わりに推薦した。ボイドは未経験のアマチュア音楽学生を受け入れることに懐疑的だったが、ドレイクの普段とは異なる積極性に感銘を受け、試験的に受け入れることにした。カービーは以前、ドレイクの曲のために編曲の案をいくつか提示していた。その後カービーはアルバムのほとんどの編曲を担当することとなるが、「River Man」は、フレデリック・ディーリアスのトーンを反映したもので、作曲家のハリー・ロバートソンによってオーケストレーションされた。
ポストプロダクションの問題でアルバムのリリースは数ヶ月遅れ、1969年7月3日にリリースされた。アルバムのマーケティングやサポートは不十分だった。7月には『メロディ・メイカー』が『ファイブ・リーブス・レフト』を「詩的で面白い」と評したが、10月の『NME』では「楽しませるにはバラエティが足りない」と評された。このアルバムは、ジョン・ピールや、ボブ・ハリスなどの前衛的なBBCのDJたちの番組以外ではほとんどラジオで放送されなかった。ドレイクはインレイ・スリーブに不満を持っていた。曲順が間違って印刷されていたり、録音されたバージョンから省略された歌詞が掲載されたりしていたからだ。インタビューで彼の妹であるガブリエルはこう話している。「兄はとても秘密主義だった。彼がアルバムを作っているのは知っていたけれど、どの段階にあるのかはわからなかった。ある日、彼が私の部屋に入ってきて、『ほら』と言って、アルバムをベッドに投げて出て行ったんです。」と語った。

### ブライター・レイター (1971)
ドレイクは卒業の9か月前にケンブリッジ大学を中退し、1969年の終わりにロンドンへ移住した。父は、「学位は安全網だ。学位を取れば、少なくとも頼れるものができる」と、ケンブリッジを離れることのデメリットを指摘する長い手紙を書いた。しかしドレイクの返答は「安全網こそ自分が望まないものだ」というものだったと語っている。ロンドンでの最初の数か月、ドレイクは場所を転々とし、時折姉のケンジントンのアパートに滞在したが、主に友人のソファや床で寝泊まりしていた。やがてボイドは、ドレイクの生活に安定と電話を提供するため、カムデンのベルサイズ・パークの1階にベッドシットを手配し、家賃を支払った。

1969年にキース・モリスが撮影したドレイクの写真

1969年8月5日、ドレイクはジョン・ピールがパーソナリティを務めるBBCの番組『Night Ride』のために4曲（「Cello Song」、「Three Hours」、「River Man」、「Time of No Reply」）を事前にレコーディングし、8月6日の真夜中過ぎに放送された。その後、1970年4月には、別のBBCラジオ放送のために「Bryter Layter」を録音している。最初のBBC録音から1か月後の9月24日、彼はロンドンのロイヤル・フェスティバル・ホールでフェアポート・コンヴェンションのオープニングアクトを務め、その後、バーミンガムやハルのフォーククラブで演奏を行った。フォークシンガーのマイケル・チャップマンによれば、観客はドレイクの音楽を理解していなかった。どちらかといえば、「サビのある曲」を求めていたという。後に、「観客については完全に的外れだった。ドレイクはその夜、一言も発しなかった。見ていて本当に痛々しかったよ。観客は何を期待していたんだろう？ニック・ドレイクのライブで、シーシャンティやみんなで歌えるような曲が聴けるわけがないのに！」と語っている。
この経験により、ドレイクはライブ活動からさらに距離を置く決意を固めた。行ったわずかなコンサートも、時間は短く、どこかぎこちなく、観客も少なかった。演奏することにも消極的で、観客に話しかけることはまずなかった。さらに、楽曲の多くは異なるチューニングで演奏されていたため、曲と曲の間で頻繁にチューニングをし直していた。『ファイブ・リーヴス・レフト』はほとんど話題にならなかったが、ボイドは少しでも生まれた勢いを活かそうとしていた。1971年にリリースされた2作目のアルバム『ブライター・レイタ―』は、前作に続きボイドがプロデュースし、ジョン・ウッドがサウンドエンジニアを担当した。このアルバムには、明るめでジャズ寄りの楽曲が多く収録されている。
デビューアルバムの売れ行きに落胆していたドレイクは、牧歌的なサウンドからの脱却を図り、ボイドの提案を受け入れ、ベースやドラムを加えることに同意した。ボイドは後に「まあ、以前よりポップな音になったと思う」、「より商業的にしようと考えたんだ。」と語っている。前作同様、フェアポート・コンヴェンションのメンバーがレコーディングに参加し、さらに2曲（「Northern Sky」と「Fly」）でジョン・ケイルが演奏している。トレヴァー・ダンによれば、「Northern Sky」の一部にはケイルの特徴的なアレンジが感じられ、ドレイクの楽曲の中では最もヒットの可能性があった曲だと語っている。
『ブライター・レイタ―』は商業的に失敗し、レビューも賛否両論であった。『レコード・ミラー』はドレイクを「美しいギタリスト＿＿クリアで完璧なタイミング、そして柔らかく美しいアレンジに支えられている」と評価したが、『メロディ・メイカー』は「フォークとカクテル・ジャズのちぐはぐな混合」と酷評した。アルバム発売直後、ボイドはウィッチシーズン・プロダクションをアイランド・レコードに売却し、ロサンゼルスへ移ってワーナー・ブラザーズと共に映画音楽の仕事に取り組むことになった。助言者を失ったことに加え、アルバムの売れ行きの悪さがドレイクをさらに深い鬱へと追い込んだ。ロンドンでの生活への姿勢も変わり、彼は一人暮らしに不満を感じだした。1970年初頭の一連のコンサートでも極度の緊張と居心地の悪さを露わにしていた。6月にはサリー州のEwell Technical Collegeで最後のライブのひとつを行った。同じ夜に出演したラルフ・マクテルは「ニックはほとんど口をきかなかった。特にあの夜はすごく内気だったよ。最初のセットを演奏していたんだけど、ひどいことが起きた。ニックは『Fruit Tree』を歌っていたんだけど、途中でステージを降りてしまったんだ」と語っている。
アイランド・レコードは『ブライダー・レイタ―』のプロモーションのために、インタビューやラジオ出演、ライブ活動を勧めたが、ドレイクはそれを拒否した。アルバムへの反応に落胆し、さらに内向的になり、家族や友人からも距離を置くようになった。

### ピンク・ムーン (1972)
アイランド・レコードは三作目のアルバムを期待していなかったが、1971年10月、ドレイクはウッドのもとを訪れ、自身最後の作品となるアルバム、『ピンク・ムーン』の制作を開始した。録音は二夜にわたって行われ、スタジオにはドレイクとウッドだけがいた。『ピンク・ムーン』に収録された楽曲はどれも陰鬱で尺は短く、全11曲を合計しても28分程度である。この長さについて、ウッドは「ちょうどいい。これ以上長くする必要はなかった」と語っている。ドレイクは前作のストリングスやブラス、サックスを使ったサウンドに不満を抱いていた。そのため、『ピンク・ムーン』では自身のギター演奏のみを用いているが、表題曲のみにピアノのオーバー・ダビングを加えている。「ニックはとても強い意志を持って、このシンプルで飾り気のないアルバムを作ろうとしていた。何よりも“自分自身”を表現したかったんだ。そういう意味で、『ピンク・ムーン』は彼の三作の中で最もニック・ドレイク自身を映し出している作品かもしれない」とウッドは語っている。
ドレイクは『ピンク・ムーン』のテープをアイランド・レコードのクリス・ブラックウェルに直接渡した。無言のまま受付に置いて立ち去ったという有名な逸話があるが、それは事実ではない。1972年2月、『メロディ・メーカー』誌に掲載されたアルバムの広告には、「ピンク・ムーン――ニック・ドレイクの最新作。我々が最初に知ったのは、それが完成した後だった。」と書かれていた。『ピンク・ムーン』は前作以上に売れなかったものの、一部では好意的に受け止められた。『Zigzag』誌のコナー・マクナイトは「ニック・ドレイクは決して偽らない。このアルバムは、音楽は逃避手段であるべきだという考えに迎合しない。ただひとりの音楽家が、その時の人生をどう見ていたかを描いたものだ。それ以上のものを求めることはできない。」と評した。
ブラックウェルは『ピンク・ムーン』がドレイクを一般層に届ける可能性を秘めていると感じていた。しかし、ドレイクがプロモーションを拒んだため、レーベルのスタッフは落胆した。A&Rマネージャーのマフ・ウィンウッドは、不満から「髪をかきむしった」と語り、ブラックウェルの熱心な支援がなければ「我々は彼との契約を切っていただろう」と振り返っている。ボイドの説得を受け、ドレイクは『Sounds Magazine』のジェリー・ギルバートのインタビューに応じた。だが、内気で内向的なドレイクは、ライブへの嫌悪感について語るばかりで、ほとんど会話が成立しなかったという。ギルバートは「まったくつながりを感じなかった。彼は一度も目を合わせなかったと思う」と述べている。
失意のドレイクは、もう曲を書くことはできないと確信し、音楽を引退。別の道を模索し、軍隊に入ることまで考えた。彼の3枚のアルバムの総売上は、わずか4,000枚にも満たなかった。

### 晩年のキャリア (1973)
1973年2月、ドレイクはジョン・ウッドに連絡し、4枚目のアルバム制作を始める準備ができたと伝えた。その時、ボイドはイギリスにおり、録音に立ち会うことに同意した。最初のセッションに続いて、1974年7月にも録音が行われた。2006年の自伝でボイドは、「彼は『あなたは僕を天才だと言い、みんなもそれに同意した。なのに、どうして僕は有名にも金持ちにもなれないんだ？』と訴えた。その怒りは、あの無表情の裏で何年もくすぶり続けていたのだろう。」と語りドレイクの怒りと苦々しさに驚いたと振り返っている。
ボイドとウッドは、ドレイクのパフォーマンスに衰えを感じ、ギターに合わせて別途ボーカルをオーバーダブする必要があった。しかし、サウンド・テクニック・スタジオに戻ったことでドレイクの気分は上向きになった。ドレイクの母親は「私たちは、ニックが幸せそうだと感じてとても嬉しかった。それまで何年もニックの人生に幸せはなかったから。」と語っている。

## 私生活と精神病
1971年、ドレイクの家族は彼をロンドンのセント・トーマス病院の精神科医に診てもらうよう説得した。彼は抗うつ剤を処方されたが、それを服用することに不快感と恥ずかしさを感じ、友人たちには隠そうとした。彼は副作用や、常用していた大麻と相互作用を起こすことを恐れていた。この頃には、ドレイクは「信じられないほどの量」の大麻を吸っていたとカービーは語っており、精神病の初期症状を示していた。彼はほとんど自宅から出ることはなく、外出するとしても、時折コンサートを開くか、薬物を買うためだけだった。写真家のキース・モリスによると、1971年のドレイクは猫背でみすぼらしい姿で、ぼんやりとした目つき…人懐こいラブラドールが近寄っても無視し、ハムステッド・ヒースの向こうを無表情に見つめていたという。彼の妹は「この時期は本当にひどい状態だった。彼は一度、『すべてがこの時からおかしくなり始めた』と言っていたけれど、実際、その頃からすべてが崩れ始めたのだと思う」と振り返っている。
『ピンク・ムーン』のリリース後数ヶ月の間に、ドレイクはますます非社交的で孤立するようになった。彼は両親の家があるタンワース・イン・アーデンに戻るを嫌がりながらも、必要なことだと受け入れていた。彼は母に「家は好きじゃない。でも、他のどこにもいられないんだ」と話している。彼の帰郷は家族にとっても難しいものだった。妹のガブリエルは、「両親にとって、ニックの良い日は二人の良い日で、ニックの悪い日は二人の悪い日だった。そして、それが生活の中心になっていた」と語っている。
ドレイクは質素な生活を送っていた。唯一の収入は、アイランド・レコードからの週20ポンドの手当（2023年時点の306ポンド相当）だった。ある時、新しい靴を買う余裕すらなかったという。何日も行方をくらまし、時には友人の家に連絡せず現れ、ほとんど口をきかず、引きこもったままだった。カービーは、そんな彼の訪問について「彼はふらっと現れ、何も話さず、音楽を聴き、タバコを吸い、酒を飲み、そこで一晩眠る。そして2、3日後には姿を消し、3ヶ月後にまた突然戻ってくる、そんな感じだった」と語っている。ケンブリッジ時代の指導教員だったジョン・ヴェニングは、ロンドンの地下鉄でドレイクを見かけたが、彼がひどく落ち込んでいるように感じたという。「彼はまるで僕の存在を認識していないようだった。ただ真っ直ぐ前を見つめて、僕のことをまったく見ていないような雰囲気だった」と語っている。
ドレイクはフォーク・ミュージシャンのジョン・マーティンとビヴァリー・マーティン夫妻が親しい友人であり、ドレイクがロンドン、後にヘイスティングスに住んでいた頃には頻繁に訪れていた。ジョン・マーティンは、1973年のアルバム『ソリッド・エアー』のタイトル曲をドレイクに捧げており、この時期の彼を「これまで出会った中で最も内向的な人物」と表現している。ドレイクは母親の車を借りて、目的なく何時間も運転し続け、ガソリンが尽きると両親に迎えを頼むこともあった。特に気分が落ち込んでいる時期には、髪を洗うことや爪を切ることも拒んだといい、友人たちは、彼の外見が大きく変わったことを記憶している。1972年初頭、ドレイクは神経衰弱を起こし、5週間の入院を余儀なくされた。当初は重度のうつ病と診断されていたが、彼の元セラピストは統合失調症の可能性も示唆していた。
1974年末までに、ドレイクはアイランド・レコードからの週給を打ち切られ、うつ状態のため、ごく少数の親しい友人としか連絡を取らなくなっていた。彼は1968年にロンドンで出会ったソフィア・ライドに連絡を取ろうと試みていた。ドレイクの伝記作家たちは、ライドを「彼の人生で最も恋人に近い存在」と表現しているが、ライド自身は「親友（女友達）」だと表現している。2005年のインタビューでライドは、ドレイクが亡くなる1週間前に関係を終わらせようとしたことを明かしている。「私はもう耐えられなかった。少し時間が欲しいと伝えた。でも、それが最後になった」とインタビューで答えた。フォーク・ミュージシャンのリンダ・トンプソンとの関係と同様に、ドレイクとライドの関係も肉体的なものではなかったと考えられている。また、ジョン・マーティンは、ドレイクの死の約1か月前に激しい口論を交わし、その後和解しないままだったという。エンジニアのフィル・ブラウンは、これがマーティンに大きなショックを与えたと後に語っている。
ドレイクが他者と深く関わることができなかったとされることから、彼の性的指向について憶測がなされてきた。ボイドは、ドレイクの歌詞や音楽に純粋さを感じ取り、彼が男女を問わず誰かと性的な関係を持った様子を見たことがないと述べている。ケンブリッジ時代にドレイクと遠い知人関係にあったイアン・マクドナルドは、「みんなが言うほど無関心だったわけではないかもしれないが、基本的には世俗的な執着からは距離を置いていた」と記している。また、「ドレイクは生涯童貞だった」という証言が彼の姉ガブリエルによるものだと誤って伝えられることがあるが、彼女自身は「そんなこと一言も言っていない。だって私には分からないもの！ 彼がどうであれ、私は気にしない」と否定している。

## 死
1974年11月25日の早朝、ドレイクはファー・レイズの自室で亡くなった。前日の午後に友人を訪ねた後、早めに寝床に就いていた。母親によれば、夜明け頃、ドレイクは台所に向かって部屋を出たという。家族はこれまでにも何度も彼が同じようにしていたのを聞いており、彼がシリアルを食べているものと思っていた。しばらくして、ドレイクは再び自室に戻ったが、その後、アミトリプチリンという抗うつ薬の過剰摂取をしたと考えられている。
ドレイクは自分のペースで生活することに慣れていた。しばしば眠れないことがあり、夜通し音楽を演奏したり聴いたりして、翌朝遅くまで寝ていることが多かった。母親は後に「私は息子を決して邪魔しなかった。でも12時ごろで、そろそろ起きる時間だと思って部屋に入った。すると彼はベッドに横たわっていた。最初に目に入ったのは彼の長い足だった」と語った。遺書は発見されなかったが、ドレイクのベッドの近くにライド宛ての手紙があった。12月18日の検視では、検死官が死因を「急性アミトリプチリン中毒—うつ病に苦しんでいる際に自己投与された」と述べ、自殺と結論づけた。検視では「胃のサンプルから最低35錠分、血液サンプルからさらに最大50錠分のアミトリプチリンが検出された」と明らかになった。しかし、彼の家族や多くの友人は自殺説に異議を唱えており、現在は事故死説が有力な見方になっている。
1974年12月2日、聖マリヤ・マグダレナ教会（タンワース・イン・アーデン）で葬儀が行われた後、ソリフル火葬場でニック・ドレイクの遺体は火葬され、教会の墓地にあるオークの木の下に埋葬された。 葬儀には約50人の参列者が集まり、大学時代の友人をはじめ、各地から友人たちが訪れた。ブライアン・ウェルズは、ドレイクが人間関係を分けていたため、「この日初めて顔を合わせた人も多かった」と述べている。母親も「息子の若い友人がたくさん来たけれど、私たちはほとんど誰も知らなかった」と回想している。

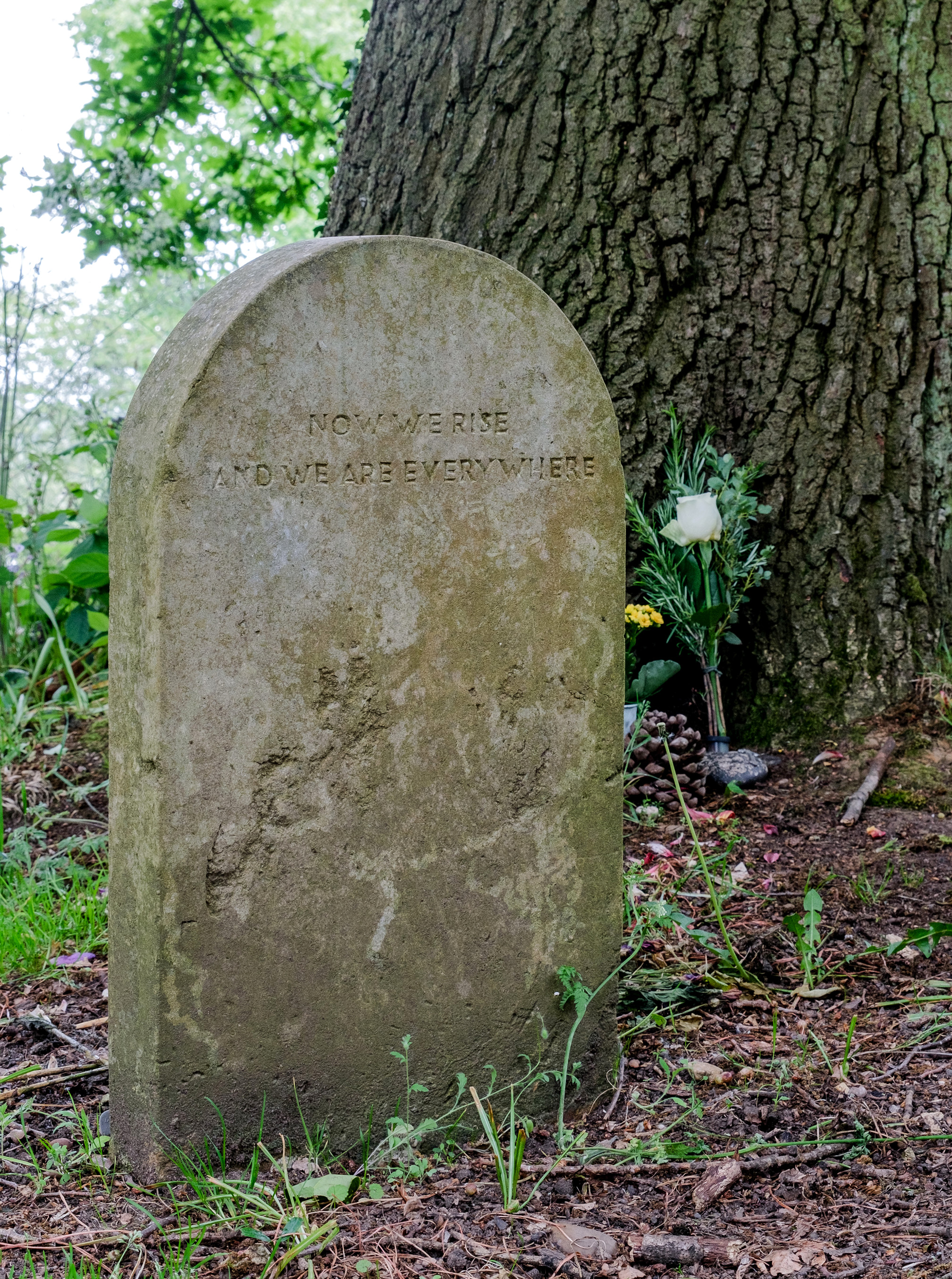
ニック・ドレイクの遺灰は、彼の両親とともに埋葬されている。その墓石には、ドレイクの最後のアルバム『ピンク・ムーン』のラスト曲「From the Morning」の歌詞から取られた"Now we rise / And we are everywhere"（今、私たちは立ち上がり、そしてどこにでもいる）という碑文が刻まれている。.

## 音楽と歌詞のスタイル
ボイドは、「ニックの和声のルーツは、彼の母親のピアノ演奏にある」と述べており、そのスタイルはノエル・カワード、サンディ・ウィルソン、ジュリアン・スレイドといったウェスト・エンドのアーティストから影響を受けていたという。10代のドレイクは、ボブ・ディラン、ポール・サイモン、ピーター・ポール&マリーの曲をギターで学び、特にディランの「はげしい雨が降る」に強く影響を受けた。ボイドはさらに、ジャンゴ・ラインハルト、マイルス・デイヴィス、バート・ヤンシュ、ドノヴァンをドレイクの影響源として挙げ、彼がボサノヴァ、特にジョアン・ジルベルトに親しんでいた可能性も指摘している。また、ドレイクは「River Man」のアレンジをフレデリック・ディーリアス風にしてほしいとロバートソンに依頼した。カービーによれば、『Bryter Layter』のインストゥルメンタルトラックは、ビーチ・ボーイズの『ペット・サウンズ』やフィフス・ディメンションの『The Magic Garden』から影響を受けているという。
さらに、ドレイクの作曲にはヨハン・ゼバスティアン・バッハの影響が見られるとも指摘されており、彼が亡くなった夜には、バッハの『ブランデンブルク協奏曲』を聴いていたという。
ドレイクはギターの技術向上に執着し、一晩中起きて作曲やスコルダトゥーラの研究を続けていた。母親は「彼が夜の間ずっと、うろうろしているのが聞こえた。彼のいちばん美しいメロディは、早朝に生まれたと思う」と語っている。独学でギターを習得したドレイクは、オルタネイト・チューニングを駆使してクラスター・コードを作り出した。これは、通常のチューニングでは再現が難しい響きである。同様に、彼のボーカル・メロディーの多くは、単なる三和音ではなく、コードのテンションに乗る形で構成されている。彼の声はバリトンの音域で、静かで控えめな発声が特徴だった。
ドレイクは、ウィリアム・ブレイク、ウィリアム・バトラー・イェイツ、ヘンリー・ヴォーンなどの詩人から強い影響を受けており、その影響は彼の歌詞に表れている。また、主に自然からインスパイアされた元素的な象徴やコードを使用した。月、星、海、雨、木々、空、霧、季節などは歌詞に頻繁に登場し、彼の田舎での育ちが部分的に影響している。夏に関連する歌詞は初期の作品において中心的な役割を果たし、『ブライター・レイタ―』以降、秋を感じさせる歌詞が増えた。喪失感や悲しみを伝えるためによく使われる季節を想起させている。終始、ドレイクは参加者というよりは観察者の視点で、距離を置いた歌詞が特徴である。『ローリング・ストーン』誌のアンソニー・デ・カーティスはその視点を「まるで自分の人生を遠く離れたところから眺めているかのようだ」と表現した。カービーはドレイクの歌詞を「非常に鮮明で完全な観察の連続、ほとんど格言的な名言の連続」と表現したが、彼はドレイクが自分自身を「詩人のような存在」と考えていたとは思わないと述べている。その代わりに、カービーはドレイクの歌詞が「メロディーが最初に作り出すムードを補完し、増幅するように作られたと考えている」と語った。

## 死後の人気
ドレイクの死後、ドキュメンタリーやコンピレーション・アルバムは制作されなかった。知名度は1970年代を通じて低いままだったが、音楽誌で時折名前が登場することはあった。この頃には、彼の実家を訪れるファンが徐々に増えていた。1975年、NMEにニック・ケントが記事を掲載したが、それに対しアイランド・レコードはドレイクのアルバムを再発する予定はないとコメントした。
しかし、1979年にロブ・パートリッジがアイランド・レコードの広報担当として入社すると、彼の発案でボックスセットである『フルーツ・ツリー』がリリースされた。このボックスセットには、ドレイクの3枚のスタジオ・アルバム、1974年にウッドと録音した4曲、そしてアメリカ人ジャーナリストのアーサー・ルボウによる詳細な伝記が収録されていた。売上は振るわなかったものの、アイランド・レコードはドレイクのアルバムをカタログから削除することはなかった。
1980年代半ばまでに、ケイト・ブッシュ、ポール・ウェラー、ブラック・クロウズ、R.E.M.のピーター・バック、ザ・キュアーのロバート・スミスといったミュージシャンたちがドレイクの音楽に影響を受けたと言及するようになった。1985年には、ドリーム・アカデミーがヒットシングル「Life in a Northern Town」のスリーブにドレイクへの献辞が掲載され、さらに注目を集めた。1986年には、ゴーム・ヘンリック・ラスムッセンによるドレイクの伝記がデンマーク語で出版され、2012年には新たなインタビューを追加した英語版が刊行された。1980年代の終わりには、イギリスの新聞や音楽誌にドレイクの名前が頻繁に登場するようになり、しばしば「破滅したロマンティックな英雄」として紹介された。アメリカの雑誌にドレイクの特集記事が初めて掲載されたのは、AllMusicの評論家ピーター・カーツによる「Hanging On A Star」で、1993年9月3日発行の『Goldmine』誌に掲載された。1997年11月、パトリック・ハンフリーズによる英語での最初の伝記が出版された。
1998年6月20日、BBC Radio 2は「Fruit Tree: The Nick Drake Story」というドキュメンタリーを放送。番組では、ジョー・ボイド、ジョン・ウッド、ガブリエル＆モリー・ドレイク、ポール・ウィーラー、ロバート・カービー、アシュリー・ハッチングスらのインタビューが紹介され、ダニー・トンプソンがナレーションを務めた。1999年初頭には、BBC Twoが40分のドキュメンタリー「A Stranger Among Us—In Search of Nick Drake」を放送。翌年、オランダの監督イェルーン・ベルクフェンスが「A Skin Too Few: The Days of Nick Drake」を制作し、ボイド、ガブリエル・ドレイク、ウッド、カービーらのインタビューを収録した。同年、『The Guardian』はドレイクのアルバム『ブライター・レイタ―』を「史上最高のオルタナティブ・アルバム」に選出した。
1999年、ニック・ドレイクの楽曲「ピンク・ムーン」がフォルクスワーゲンのCMに使用され、彼のアメリカでのアルバム売上が1999年の約6,000枚から2000年には74,000枚へと急増した。「ロサンゼルス・タイムズ」は、これを「アメリカのラジオ局の統合が進む中、広告を通じて無名の音楽が新たな聴衆に届くようになった例」として報じた。『アトランティック』は、「エルトン・ジョンやデヴィッド・ボウイのような1970年代のショーマンたちと競うのが困難だった、ドレイクの極度の内気さや精神疾患は関係なくなった。彼の楽曲は、どこからともなく引き出され、深夜の大学寮の部屋で静かに流されるようになった」 と評している。
その後の数年間で、ドレイクの楽曲は『ザ・ロイヤル・テネンバウムズ』や、『セレンディピティ』、『終わりで始まりの4日間』など、映画のサウンドトラックに登場した。2004年にアイランド・レコードから発売されたアウトテイクとリミックスを集めたアルバム『Made to Love Magic』は、ドレイクの生前のアルバム売上を大きく上回った。アメリカのミュージシャン、ダンカン・シークは2001年にドレイクにインスパイアされたアルバム『Phantom Moon』をリリースした。2017年に、ケリー・オケレケがサード・アルバム『Fatherland』は、『ピンク・ムーン』に影響を受けたと言及した。2014年11月、ガブリエル・ドレイクは兄の音楽に関する書籍を出版した。2023年6月には、リチャード・モートン・ジャックによるドレイクの公認伝記が、ガブリエル・ドレイクの序文付きで出版された。その他、ドレイクから影響を受けた現代のアーティストには、ホセ・ゴンザレス、ボン・イヴェール、アイアン・アンド・ワイン、アレクシ・マードック、レディオヘッドのフィル・セルウェイなどがいる。
2023年、クリサリス・レコードはニック・ドレイクへのトリビュート・アルバム「The Endless Coloured Ways – The Songs of Nick Drake」リリースし、フィル・セルウェイ、リズ・フェア、ファイストなどのアーティストが参加している。1994年、『ローリング・ストーン』のジャーナリスト、ポール・エヴァンスは、ドレイクの音楽を「胸が締め付けられるような美しさに満ちている」と評し、ヴァン・モリソンの1968年のアルバム『アストラル・ウィークス』と比較した。AllMusicの批評家リッチー・アンダーバーガーは、ドレイクは「類まれな才能の持ち主」であり、「ぞくっとするような、物悲しく美しいアルバムをいくつも生み出した。今では、彼の作品はイギリスのフォーク・ロック・シーンだけでなく、シンガーソングライター全体の最高到達点として評価されている。また、ドレイクの音楽は世代を超えて支持されている」と述べ、「19世紀の若きロマン派詩人たちが、志半ばで世を去ったように、彼の音楽も時代を超えて響き続ける」と評した。彼は続けて、「彼をリアルタイムで聴けなかったベビーブーマー世代は、後に彼を再発見し、深く共鳴した。そして、彼の物憂げな孤独感は、現代のオルタナティブ・ロックのミュージシャンたちにも直接訴えかけるものがある」と評している。
アメリカの批評家ロバート・クリストガウは、著書『Christgau's Record Guide: Rock Albums of the Seventies』（1981年）で「ドレイクのジャジーなフォーク・ポップは、ケニー・ランキンを受け付けない多くの人々に評価されている。彼がまた一人のイギリスの神秘主義者（ロマン主義者？）なのかどうか、私には判断できないが、それを聞き取るには、私の耳は固まりすぎているようだ」と記している。2000年、イギリスの批評家イアン・マクドナルドは「ニック・ドレイクの物語を包むロマンのヴェールは、振り返ってみると確かに魅惑的だ。しかし、その魅力が今もなお続くのは、作品自体が時の試練に耐えているからだ。もし彼の楽曲の構成や変化に他のソングライターたちが興味を示さず、彼の奇妙なチューニングや卓越したフィンガーピッキングにギタリストたちが驚かず、彼のため息のような旋律と謎めいた歌詞にシンガーたちが引き寄せられなかったならば、彼の伝説もここまで残らなかっただろう」と述べている。
2024年7月24日、ロイヤル・アルバート・ホールで開催されたBBCプロムスのコンサート「Nick Drake: an Orchestral Celebration」で、ニック・ドレイクの音楽が取り上げられた。
このコンサートでは、オリヴィア・チェイニー、B.C.キャンプライト、マリカ・ハックマン、スコット・マシュー、The Unthanksらが、ジュールズ・バックリー指揮のBBC交響楽団と共にドレイクの楽曲を披露した。また、ドレイクの姉ガブリエルも登壇し、母親が書いた詩の一節を朗読した。このコンサートは、ドレイクの没後50年を記念するものだった。

## ディスコ・グラフィ

### スタジオ・アルバム
- 『ファイヴ・リーヴス・レフト』 - Five Leaves Left（1969年）
- 『ブライター・レイター』 - Bryter Layter（1970年）
- 『ピンク・ムーン』 - Pink Moon（1972年）

### 編集アルバム
- 『タイム・オブ・ノー・リプライ』 - Time of No Reply (1986年) - 未発表曲集
- 『ウェイ・トゥ・ブルー～ザ・ベスト・オブ・ニック・ドレイク』 - Way to Blue: An Introduction to Nick Drake (1997年) - ベスト盤
- 『メイド・トゥ・ラヴ・マジック』 - Made To Love Magic（2004年) - 未発表音源 & リミックス集
- 『トレジャリー～ベスト・オブ・ニック・ドレイク』 - A Treasury（2004年) - ベスト盤
- Family Tree（2007年) - 未発表曲集